# 中華民國駐吐瓦魯大使館
中華民國駐吐瓦魯國大使館（英語：Embassy of the Republic of China (Taiwan) in Tuvalu）是中華民國在吐瓦魯富納富提設置的大使館。也是外国在图瓦卢设置的第一个大使馆:71。

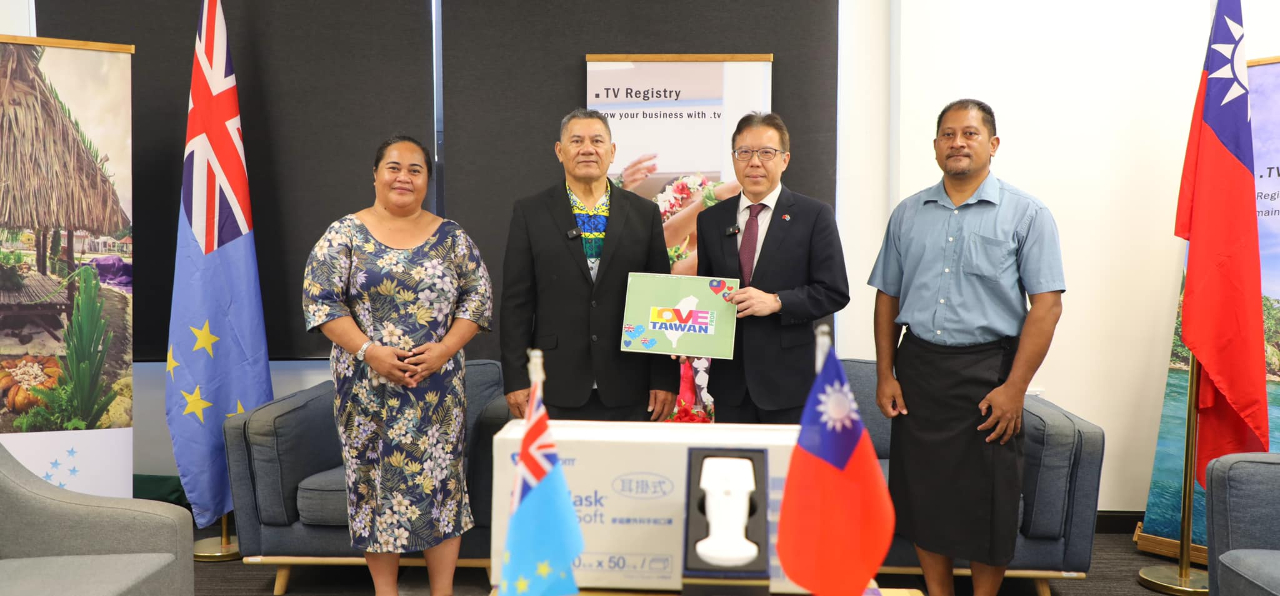
駐帛琉大使館支持 Ebiil_Society 辦理「青少年研究計畫」

## 外部連結
- 駐吐瓦魯國大使館
- 中華民國駐吐瓦魯大使館的Facebook專頁